# Richard Topcliffe
Richard Topcliffe (14 de noviembre de 1531 - finales de 1604) fue un cazador de sacerdotes y torturador inglés del reinado de Isabel I. Terrateniente y miembro del Parlamento, se hizo famoso como el principal ejecutor del gobierno de las leyes penales contra la práctica del catolicismo.

## Primeros años
Topcliffe era el hijo mayor de Robert Topcliffe de Somerby (Lincolnshire) y su esposa, Margaret, hija de Thomas Burgh, I barón de Burgh, de Gainsborough, que había sido chambelán de la casa de la reina Ana Bolena. Su tío, Edward Burgh, fue el primer marido de la reina Catalina Parr, por lo que Topcliffe estaba muy bien relacionado. Cuando su padre murió en 1544, Topcliffe, de doce años, se convirtió en el pupilo de su tío, Anthony Neville. En 1548, a los dieciséis años, como otros jóvenes caballeros isabelinos acomodados, ingresó en Gray's Inn, aunque nunca ejerció la abogacía. Al llegar a la mayoría de edad en 1553, tomó las riendas de una gran propiedad de más de 4000 acres.

## Carrera
Según su propio relato, entró al servicio de la Reina en 1557, un año antes de su ascenso al trono, cuando ambos tenían veintitantos años, pero no comenzó su servicio al estado hasta el Levantamiento del Norte en 1569, cuando armó una tropa de treinta caballos a sus expensas. Como un operador independiente, autofinanciado, con su propio escuadrón de «instrumentos», como él los llamaba, trabajó con Burghley y Walsingham por encargo del Consejo Privado, y estaba en muy buenos términos con ambos, aunque siempre se consideró el sirviente y amigo personal de la reina.
Representó a Beverley en el Parlamento en 1572. Más tarde regresaría al Parlamento como diputado por Old Sarum en 1584 y 1586.
Topcliffe fue un agente incansable de la decisión del gobierno inglés de erradicar el catolicismo de Inglaterra. En el apogeo de su poder, desde finales de la década de 1580 hasta 1595, cazó, capturó, arrestó e interrogó a muchos prisioneros, a menudo con tortura. Los infames interrogatorios de Topcliffe tuvieron lugar en la Torre de Londres, en la prisión de Bridewell o incluso en su propia casa, en Westminster, junto a la prisión de Gatehouse. El intelectual católico exiliado Richard Verstegan informaba regularmente sobre las actividades de Topcliffe y lo condenaba como alguien «cuya crueldad inhumana es tan grande, que no escatimará en extender cualquier tortura de cualquier tipo». Su método favorito (que pudo haber inventado) era colgar a un prisionero de las manos en guanteletes o esposas, un procedimiento que, aunque exquisitamente doloroso, no dejaba lesiones permanentes si se administraba correctamente. Administrado incorrectamente, causaba lesiones internas permanentes e incluso la muerte. Hay indicios de que también utilizó la tortura psicológica, por ejemplo, manteniendo despiertos a los presos. Además, Topcliffe solía utilizar la violación como método para extraer información.
Habiendo llevado a sus prisioneros hasta el juicio y la condena, luego asistía en las ejecuciones como una especie de maestro de ceremonias, generalmente colocando un aviso o titulus en la horca, indicando el nombre y la ofensa de la víctima, y asegurándose de que todos los rigores de la sentencia –ahorcado, arrastrado y descuartizado en vida– de los condenados por traición. Según la ley posterior a 1585, el mero hecho de ser sacerdote en Inglaterra era traición. El crítico literario británico Frank Kermode señala en The Age of Shakespeare que «la copia de Topcliffe de una historia de la misión jesuita sobrevive, con sus anotaciones al margen regodeándose: junto al nombre de un misionero, las palabras ‹lo atormenté›, junto al nombre de alguien ahorcado, una pequeña figura de palotes que cuelga de una horca.» Desafortunadamente, la referencia de Kermode no se ha podido verificar, aunque a Topcliffe, cuya carrera policial oficial comenzó con la búsqueda de libros católicos, le gustaba anotar los libros que confiscaba y guardaba.
Las víctimas de Topcliffe incluyeron a los jesuitas Roberto Southwell, y Enrique Walpole. Topcliffe aparece en numerosas ocasiones en John Gerard, la autobiografía del contemporáneo jesuita como sacerdote perseguido en la Inglaterra isabelina. En él, se le describe como «viejo y canoso y un veterano en el mal». A principios de 1592, él o uno de sus hombres, Nicholas Jones, violaron a una prisionera en la prisión Gatehouse, Anne Bellamy, y la persuadieron de que organizara la captura del sacerdote jesuita Roberto Southwell en la casa de su familia en las afueras de Londres. Cuando Bellamy se casó con Jones, Topcliffe trató de obligar al padre de Bellamy a darle una propiedad a la pareja. Se desconoce qué fue de ellos, pero la familia Bellamy estaba arruinada. Anne Bellamy era prisionera de la reina y, por lo tanto, tenía derecho a su protección, pero no se tomó ninguna medida contra Topcliffe por este asunto, a pesar de que la reina sabía sobre el embarazo y sabía que Topcliffe se había llevado a la mujer a su casa en Lincolnshire.
En agosto de 1597, el Consejo encargó a Topcliffe que investigara la obra de Ben Jonson y Thomas Nashe, La isla de los perros, que tanto molestó a las autoridades. Afortunadamente para Jonson, para entonces la comisión general de Topcliffe había sido retirada y su poder se había reducido mucho, aunque nunca perdió el favor de la reina y los Ceciles. Es posible, aunque poco probable, que hubiera iniciado la investigación.

## Los Fitzherbert
Topcliffe, que estaba involucrado en una tentativa de larga duración para destruir a la familia católica Fitzherbert de Derbyshire y Staffordshire, persuadió al heredero de Sir Thomas Fitzherbert, también llamado Thomas, para que le ayudara. Alcanzó un acuerdo con Topcliffe por el cual Thomas le pagaría 3000 £ por provocar la muerte de su tío, Sir Thomas, su padre John y un primo, William Bassett. El tío y el padre murieron en la cárcel y el primo quedó con vida. Cuando Fitzherbert se negó a pagar, Topcliffe demandó a Chancery por el dinero. Escandalizado, el consejo privado intervino. Topcliffe los insultó y lo metieron en la cárcel. La reina lo liberó después de un par de semanas, en respuesta a sus cartas personales a la reina. No consiguió el dinero, pero había logrado engañar a Thomas para que le transfiriera una propiedad en Padley (Derbyshire). Sin embargo, bajo autoridad del rey Jacobo I, el conde de Shrewsbury lo expulsó y los Fitzherbert recuperaron la propiedad.

## Muerte
Topcliffe murió en noviembre o diciembre de 1604 a la edad de aproximadamente 73 años. Su heredero, Charles, le sucedió en unas tierras muy endeudadas. Como Walsingham, Topcliffe se empobreció por su servicio a la corona.

## Representaciones posteriores
Richard Topcliffe fue interpretado por Brian Wilde en la miniserie de televisión británica de 1971 Elizabeth R. Topcliffe aparece en la serie de novelas de misterio y asesinatos «John Shakespeare» de Rory Clements como un torturador sádico. Topcliffe también es retratado como un torturador y perseguidor de católicos en las novelas de Robert Carey y James Enys de P. F. Chisholm / Patricia Finney.
Topcliffe fue interpretado por Ewen Bremner en la serie de televisión estadounidense Will de 2017, una mirada ficticia a la vida del joven William Shakespeare. En la serie, Shakespeare basa el intrigante personaje principal de la obra de teatro Ricardo III en Topcliffe.
Topcliffe es el villano principal de la segunda mitad de la novela de 1912 de Robert Hugh Benson, Come Rack! Come Rope!, en la que el personaje de Topcliffe persigue y finalmente ejecuta a varios sacerdotes, entre ellos Edmund Campion y el protagonista de la novela, Robin Audrey.
Topcliffe fue ficcionalizado como el malévolo Perseguidor Elias Creepe en la novela de Liam Mac Cóil premiada en 2014 I dTír Strainséartha [En una tierra extraña].

## Citas
The morrow after Simon and Jude's day I was hanged at the wall from the ground, my manacles fast locked into a staple as high as I could reach upon a stool: the stool taken away where I hanged from a little after 8 o'clock in the morning till after 4 in the afternoon, without any ease or comfort at all, saving that Topcliffe came in and told me that the Spaniards were come into Southwark by our means: "For lo, do you not hear the drums" (for then the drums played in honour of the Lord Mayor). The next day after also I was hanged up an hour or two: such is the malicious minds of our adversaries.
Al día siguiente, después del día de Simón y Judas, me colgaron del suelo en la pared, mis esposas se colgaron rápidamente de una grapa tan alta como podía alcanzar sobre un taburete: el taburete fue retirado de donde colgaba un poco después de las 8 en punto de la mañana, hasta pasadas las 4 de la tarde, sin ninguna tranquilidad ni consuelo en absoluto, salvo que Topcliffe entró y me dijo que los españoles habían venido a Southwark por nuestros medios: «Porque, he aquí que no oyes los tambores» (pues entonces los tambores tocaban en honor del Lord Mayor). Al día siguiente también me colgaron una o dos horas: tal es la mente maliciosa de nuestros adversarios.
San Eustace White, S. J., escrito al padre Henry Garnet desde la prisión. 23 de noviembre de 1591. Citado en La otra cara; Vida católica bajo Isabel I, por el padre Philip Caraman, páginas 235–236.

The Chief Justice asked how old he was, seeming to scorn his youth. He answered that he was near about the age of our Saviour, Who lived upon the earth thirty-three years; and he himself was as he thought near about thirty-four years. Hereat Topcliffe seemed to make great acclamation, saying that he compared himself to Christ. Mr. Southwell answered, "No he was a humble worm created by Christ." "Yes", said Topcliffe, "you are Christ's fellow."
El presidente del Tribunal Supremo preguntó cuántos años tenía y pareció despreciar su juventud. Él respondió que estaba cerca de la edad de nuestro Salvador, quien vivió sobre la tierra treinta y tres años; y él mismo estaba, como creía, cerca de unos treinta y cuatro años. Aquí Topcliffe pareció hacer una gran aclamación, diciendo que se comparaba a sí mismo con Cristo. El Sr. Southwell respondió: «No, era un humilde gusano creado por Cristo». «Sí», dijo Topcliffe, «eres compañero de Cristo».
Padre Henry Garnet, «Relato del juicio de Roberto Southwell». Citado en La otra cara de Caraman, página 230.

### Citas
1. 1 2 3  Richardson, William (23 de septiembre de 2004). «Topcliffe, Richard (1531–1604)». Oxford Dictionary of National Biography (en inglés). Oxford University Press. doi:10.1093/ref:odnb/27550. Consultado el 11 de septiembre de 2021.
2. ↑  «TOPCLIFFE, Richard (1531-1604), of Somerby, Lincs. and Westminster.». The History of Parliament (en inglés). History of Parliament Trust. Consultado el 11 de septiembre de 2021.
3. ↑  Verstegan, Richard; Petti, A.G., eds. (1959). The Letters and Despatches of Richard Verstegan (c. 1550-1640) (en inglés). London: Catholic Record Society. p. 58.
4. ↑  Kermode, Frank (2005). The Age of Shakespeare (en inglés). New York: Modern Library. p. 143. ISBN 978-0-8129-7433-1.
5. ↑  «In Search of Shakespeare. Robert Southwell». PBS (en inglés). Archivado desde el original el 8 de febrero de 2005.
6. ↑  Bolton, Diane K; King, H P F; Wyld, Gillian; Yaxley, D C (1971). «Harrow, including Pinner : Roman catholicism.».  En Baker, T F T; Cockburn, J S; Pugh, R B, eds. A History of the County of Middlesex: Volume 4, Harmondsworth, Hayes, Norwood With Southall, Hillingdon With Uxbridge, Ickenham, Northolt, Perivale, Ruislip, Edgware, Harrow With Pinner (en inglés) IV. London: Victoria County History. pp. 260-261. Consultado el 11 de septiembre de 2021 – via British History Online.
7. ↑  Richardson (2004): «En agosto de 1597 también fue responsable de iniciar una investigación gubernamental en la escandalosa obra de teatro Isle of Dogs [La isla de los perros], durante la que se le exigió entrevistar a Thomas Nash y sus actores en la prisión de Fleet. Nash desapareció, pero Topcliffe interrogó a Ben Jonson y a dos actores.»
8. ↑  Andreeva, Nellie (18 de mayo de 2016). «'Will' Drama About Young William Shakespeare Picked Up To Series By TNT». Deadline (en inglés). Consultado el 11 de septiembre de 2021.
9. ↑  Benson, Robert Hugh (1912). Come Rack! Come Rope!. Burns & Oates & Hutchinson.